# Pristimantis xeniolum
Espèce
Synonymes
- Eleutherodactylus xeniolum Lynch, 2001

Statut de conservation UICN

 VU  : Vulnérable
Pristimantis xeniolum est une espèce d'amphibiens de la famille des Craugastoridae.

## Répartition
Cette espèce est endémique du département de Valle del Cauca en Colombie. Elle se rencontre dans la municipalité de Riofrío entre 3 300 et 3 600 m d'altitude sur le páramo del Duende du cerro Calima dans la cordillère Occidentale.

## Publication originale
- Lynch, 2001 : A small amphibian fauna from a previously unexplored Paramo of the Cordillera Occidental in western Colombia. Journal of Herpetology, vol. 35, no 2, p. 226-231.